# ペイトン尚未
ペイトン 尚未（ペイトン なおみ、Payton Naomi、2003年7月1日 - ）は、日本の女性声優、歌手、アイドル。埼玉県川越市出身。ソニー・ミュージックアーティスツ（SMA VOICE）所属。『ラブライブ!』シリーズの『ラブライブ!スーパースター!!』に登場するグループLiella!（リエラ）のメンバー。

## 略歴
小学校入学前から、アニメ「プリキュアシリーズ」を見て「プリキュアになりたい！」と思うようになる。録画を字幕放送に切り替えてキャラクターの動きに合わせて画面に出る台詞を言う「プリキュアごっこ」を家で繰り返す。このときキャラクターの声は声優が言っていることを知り、声優になれば自分もプリキュアになれるかもしれないと夢を膨らませる。また、小学校1年生の頃、AKB48の活躍を目の当たりにして芸能活動に興味を持つとともに、アイドルに憧れる。
2016年、中学校1年生になると、母親の応援もあって、夢を形にするために芸能のオーディションを受けるようになる。同年夏、ソニー・ミュージックアーティスツ主催の歌手オーディションに応募し合格、芸能活動を開始する。5年ほどの育成期間を経て、高校3年生のときにソニー・ミュージックアーティスツの声優部署「SMA VOICE」に所属が決まる。
2017年10月、『アイドリング!!!』（フジテレビ）のスタッフによる新たなアイドル育成プロジェクト・『アイドルING!!!』（FRESH LIVE）のメンバーとして加入、2019年12月まで活動した。
2018年4月29日、公式Instagramを開設。
2019年、中学校3年生のときに、声優のオーディションを初めて受けて合格。ゲームアプリのメディアミックス作品『BATON=RELAY』の高橋京子役に選出され、8月にそのことが発表された。同年12月29日、コミックマーケット97にて、『BATON=RELAY』の高橋京子役としてお渡し会を行った。当時受けていた役者のオーディションは日本人役は書類選考を通らず、外国人役は書類選考は通っても英語がネイティブレベルでないために不合格ということが続いてた中での合格で、声優は見た目に関係なく好きな役ややりたい役に挑戦させてもらえる素晴らしい世界だと思い、以後本格的に声優オーディションを受けるようになった。
2020年3月、『BATON=RELAY』のサービス開始により声優としてデビュー。10月13日から11月6日まで、御伽音イフ（おとぎね イフ）に改名していた。
2020年12月14日、メディアミックス作品群『ラブライブ!スーパースター!!』の平安名すみれ役に選出。同作のスクールアイドルグループ・Liella!としての活動も開始。
2021年4月5日、ペイトン尚未のオリジナルコンテンツページ「ペヰトン浪漫」を「SMA VOICE」内に開設。12月8日、Liella!メンバーとして『2021 FNS歌謡祭』に初出演した際、Yahoo!トレンドランキングの1位となり話題となる。
2022年2月21日、初冠番組『ペイトン尚未の「クリエイト倶楽部」』をニコニコチャンネルプラスにて配信開始。同チャンネルの公式TwitterおよびYouTubeも開設。5月3日、AKIHABARAゲーマーズ本店にて「声優パラダイスR vol.47」トークショー&特典お渡し会を行った。7月1日、初の単独イベント『ペイトン尚未バースデーイベント2022「浪漫てぃっくな魔法」』をクラブeXで開催。10月23日、ペヰトン浪漫 会員限定イベント『浪漫派みーてぃんぐ』を神田スクエアホールで開催。12月26日、鳩山会館で開催された撮影会イベント「ロリータコレクション2022」に出演し、初めてのロリータ・ファッションを披露した。
2023年3月1日、ソロアーティストとして1stシングル『魔法』をリリース。同21日、初の単独ライブとなる『ペイトン尚未 1st Live「魔法」』を日本橋三井ホールで開催。4月27日、公式YouTubeチャンネルを開設。7月、10月、デジタルトレカアプリ「DiiCa」にてデジタルトレカを公開。7月26日、『Naomi Payton 20th Anniversary Princess』を豊洲PITで開催。8月19日、アパレルブランド「LEGENDA」とのコラボで、「ペイトン尚未 | LEGENDAフォトブック」が配布され、店頭でも写真の一部が展示された。11月3日、2nd Single『Nemesis』を発売。同日、リリース記念イベント『Nemesis』をEX THEATER ROPPONGIで開催。同28日、第22回の『ペイトン尚未の「クリエイト倶楽部」』で地雷系ファションに挑戦し、同番組内で自らを「なおてゃ」と呼んだ。12月、「超!A&G+マンスリースペシャル」2023年12月パーソナリティに決定。番組タイトルは「ペイトン尚未と不思議な型録（カタログ）」
。
2024年3月13日、3rd Single『コスモノーツ』を発売。同20日、『ペイトン尚未2nd LIVE 「泡沫」』を森のホール21で開催。同23日、interfm MUSIClock with THE FIRST TIMES presents「みゅじろくライブ！SOUND & SMILE Vol.1」に、ソロとして初のライブイベント出演。4月7日、3rd Single「コスモノーツ」アナザージャケットのお渡し会を実施。同24日、FM Yokohama「笑顔モリモリらじお☆彡」にゲスト出演。同28日、ニコニコ生放送「まるっとナビゲート！超声優祭2024ディスカバリー特番」にMCとして出演。6月29日、『ペイトン尚未バースデーパーティー2024「ミラクル」』をNEW PIER HALLで開催。7月1日、『ペイトン尚未 1st LIVE「魔法」 -Special Contents- 「Nemesis」リリース記念イベント』のBlu-rayをリリース。9月13日、同じ事務所に所属の矢野妃菜喜、スピラ・スピカとともに、SMA 50th Anniversary presents「Precious Your Shining ～豆～」をSpotify O-Eastで開催。また12月8日には、『ペイトン尚未 +1st LIVE「魔法*」』を東京・THEATER MILANO-Zaにて開催。同15日、「京 Premium Live 2024」に出演。

## 人物

### 家族
父はアメリカ人（オクラホマ出身）、母は日本人（京都出身）で、ハーフ。埼玉県で生まれ育つ。弟が1人いる。
英語は日常会話でコミュニケーションができる程度。英語に慣れ親しむために、父親になるべく英語での会話とメッセージをお願いしている。高校時代の学校行事で、オーストラリアに短期のホームステイしたこともある。
母親からは普段「なおちゃん」と呼ばれている。
仕事のために埼玉の実家を離れて東京に住むことになり寂しさを感じていたとき、「頑張り」という言葉とともに母親にしてもらったハグを、今でも毎日してほしいと思っている。しかし母親は、会ったときには人前でもハグをするため、ライブに来てくれたときもギューとチューをしようとしてくるので、本人のイヤーという叫び声がその場に響き渡るという。
10代最後の『ペイトン尚未の「クリエイト倶楽部」』の生配信で、20歳を迎える記念として母親に電話出演してもらった。20歳になったときに母親が昔着ていた振袖を着たことがSNSで紹介された。
実家では、「らぶ」という名前の黒猫と、「レット」という名前の犬（ミニチュアピンシャー、あだ名は「ぱぴ」）を飼っている。

### 特技
特技は、バレエ、チアダンス(全国2位)、短距離走、陸上競技全般。
小学生時代にクラシックバレエをやっていたこともあり、踊ることが好きだった。中学校の学校説明会で初めて見たチアダンスに感動し、中学校の入学後にチアダンス部に入部した。

### 趣味
趣味は、お菓子作り、妄想癖(詩や物語)、カラオケ、アニメ鑑賞。この他、小説を読むこと・書くこと、散歩も好む。
特にボーカロイド「初音ミク」の大ファン。初音ミクが札幌生まれであることから、初音ミクを感じに札幌に行きたいと語っている。
ボカロを知ったのは2016年の中学校1年生の秋で、部活の先輩がボカロを聴いていて、自分も聴いてみようと思ったのがきっかけだったという。ボカロを聴いていくうちに初音ミクの声の可愛さにハマり、ライブ映像をなどで動く姿を見てさらに初音ミクにハマっていった。ボカロを好きになってから7年間、1日たりともボカロを聴いていない日はなかったぐらい聴き続けた。ボーカロイドのことを、一人の人間だと思って応援しており、ある意味自分にとってボカロは生きる希望だという。ボカロにあまり詳しくない人に魅力を伝えるとしたら、一度ライブ映像を観てボカロのキャラクターたちが歌って踊っている姿を見てほしいと語っている。実際にボカロ曲を作って、いつかニコニコ動画に投稿できたらいいなと考えており、もしボカロ曲を発表する場合、ボカロ曲を探しているような人に見つけてもらいたいので、名前を変えて出すかもしれないと語っている。
高校生時代に小説を読むことに熱中し、通学の電車やバスでずっと読むほどだったという。当時、芸能活動のため週末に埼玉から東京のお台場まで通っていた際に、往復の4時間の移動中に本を読んでいた。特に好んで読んでいた本はライトノベルやボカロ小説で、好きな小説は何回も読んでしまうほど夢中になり物語の世界に自分を委ねるほどだという。今でも現実を忘れたいなと思ったときにファンタジー小説を読むこともあると語っている。
また、高校生時代は文芸部に所属しており、部活動としてタイトルが「アイドル」という3万字ほどの小説を書き、文化祭で小説を掲載した本を配ったという。その小説は、地下アイドルの19歳の女の子が奮闘しながら最後にはマネージャーや同期のアイドルの子達に支えられながら成長してハッピーエンドを迎える話だという。第1章だけファンクラブのブログに公開している。
「超!A&G+マンスリースペシャル ペイトン尚未と不思議な型録」では、第1回の放送で、映像はないものの実際に散策をするロケからスタートし、東京タワーの階段を登り愛宕神社まで歩き、「散歩が好き」を実際に体現した。

### 趣味嗜好
好きなものは、梅干し、ぬか漬け、たくあん、納豆、明太子、新福菜館のラーメン、かぼちゃのポタージュ、チョコミントとチョコレートのアイスクリーム、男梅のグミとタブレット、たい焼き、クレープの生地。
苦手なものは、高いところ、飛行機、絶叫マシン、たまねぎ。

## 作品

### 写真集

#### フォトブック
- ペイトン尚未 パーソナルフォトブック『わたし』（2025年4月4日、一迅社、撮影：Febri編集部）

### 映像
| 発売日         | タイトル                                                                         | 規格品番                                  | 備考                   |
| -------------- | -------------------------------------------------------------------------------- | ----------------------------------------- | ---------------------- |
| 2023年12月13日 | Naomi Payton 20th Anniversary Princess                                           | 2079540063                                | ROCKET-EXPRESS限定販売 |
| 2024年7月1日   | ペイトン尚未 1st LIVE「魔法」 -Special Contents- 「Nemesis」リリース記念イベント | 2079540101（通常版） 2079540102（限定版） | ROCKET-EXPRESS限定販売 |

### ディスコグラフィ

#### シングル
|     | 発売日        | タイトル     | 規格品番   | 備考                   |
| --- | ------------- | ------------ | ---------- | ---------------------- |
| 1st | 2023年3月1日  | 魔法         | 2079540022 | ROCKET-EXPRESS限定販売 |
| 2nd | 2023年11月3日 | Nemesis      | SLRL-10123 | ROCKET-EXPRESS限定販売 |
| 3rd | 2024年3月13日 | コスモノーツ | SLRL-10128 | ROCKET-EXPRESS限定販売 |

#### 歌手参加作品
| 発売日        | 商品名                      | 歌           | 楽曲                            | 備考                  |
| ------------- | --------------------------- | ------------ | ------------------------------- | --------------------- |
| 2023年2月22日 | リコルド feat. ペイトン尚未 | ペイトン尚未 | 「リコルド feat. ペイトン尚未」 | Music：しがない高校生 |

#### キャラクターソング
| 発売日        | 商品名                           | 歌                  | 楽曲                                     | 備考                        |
| ------------- | -------------------------------- | ------------------- | ---------------------------------------- | --------------------------- |
| 2020年6月17日 | Start me up/かけだしのモノローグ | BATON=RELAY Project | 「Start me up」 「かけだしのモノローグ」 | ゲーム『BATON=RELAY』関連曲 |
| 2020年6月17日 | Start me up/かけだしのモノローグ | Bambina!            | 「ビバフィーバーバンビーナ」             | ゲーム『BATON=RELAY』関連曲 |
| 2020年6月17日 | ミライ=バトン                    | BATON=RELAY Project | 「ミライ=バトン」                        | ゲーム『BATON=RELAY』関連曲 |
| 2020年6月17日 | ミライ=バトン                    | Bambina!            | 「四葉のクローバー〜10000分の1の君〜」   | ゲーム『BATON=RELAY』関連曲 |

## 出演
太字はメインキャラクター。

### テレビアニメ
- ラブライブ!スーパースター!!（2021年 - 2024年、平安名すみれ[92][93]） - 3シリーズ[一覧 1]

### ゲーム
2020年
- BATON=RELAY（2020年、高橋京子）

2021年
- ラブライブ! スクールアイドルフェスティバル（2021年 - 2023年、平安名すみれ）

2022年
- えあわせボイス
- ユグドラ・レゾナンス（アサギ）
- モンスターストライク（2022年 - 2025年、キュウト、カリ・ユガ）

2023年
- ラブライブ! スクールアイドルフェスティバル2 MIRACLE LIVE!（2023年 - 2024年、平安名すみれ）

2024年
- プロジェクトセカイ カラフルステージ! feat. 初音ミク（2024年）

### ウェブ番組・配信
- アイドルING!!!〜ネクスト育成ング!!!（2017年 - 2018年、AbemaTV FRESH!→FRESH LIVE）
- そらくんとめぐる! 楽器のひみつ（2021年9月OA、ソニー音楽財団） - そらくん（声） 役[99]

### ラジオ
※はインターネット配信。
- 猫好き推奨ラジオ ねこまっしぐら！我ら猫党！（2021年、音泉※）[100]

- ラブライブ！スーパースター!! 結女放課後放送局 リエラジ！（2021年 - 、YouTube※）[101][注釈 4]

- ペイトン尚未の「クリエイト倶楽部」（2022年2月 - 、ニコニコチャンネルプラス※）[102][103]
- ペイトン尚未と不思議な型録（カタログ）（2023年12月、超!A&G+マンスリースペシャル※）[104][105][106]
- クリエイターズ・スタジオ(2024年10月1日-、JFN)

### 舞台
- 朗読劇「Act Session vol.2『Re: -the beginning of the end-』」（2023年）[107]
- 江戸川乱歩 名作朗読劇「少年探偵団」（2024年、明智文代 他[108][109]）
- SF空想科学朗読劇「宇宙戦争」(2025年[110]）

### ミュージック・ビデオ
- ナードマグネット「THE GREAT ESCAPE」（2018年、THISTIME RECORDS）[111][3]
- Slimcat「Forever Young」（2019年）[112][3]

### 書籍
- Febri『ペイトン尚未の「並行多元ヒロインズ」』（2023年7月 - 、一迅社） - WEB連載

ムック
- B.L.T.（2022年5月号、東京ニュース通信社） - 特集
- 声優パラダイスR（2022年3月31日 vol.47 - 、秋田書店） - 連載・表紙・特集ほか
- VOICE+ vol.8（2024年8月27日、コスミック出版） - 表紙・特集

## ライブ・イベント

### ワンマンライブ
| 出演日                | タイトル                        | 会場                                                       |
| --------------------- | ------------------------------- | ---------------------------------------------------------- |
| 2023年3月21日         | ペイトン尚未 1st LIVE「魔法」   | 日本橋三井ホール（東京都）                                 |
| 2024年3月20日         | ペイトン尚未2nd LIVE 「泡沫」   | 森のホール21（千葉県）                                     |
| 2024年12月8日         | ペイトン尚未 +1st LIVE「魔法*」 | THEATER MILANO-Za（東京都）                                |
| 2025年9月23日（予定） | ペイトン尚未3rd LIVE「物語」    | ところざわサクラタウン ジャパンパビリオンホールA（埼玉県） |

### 合同ライブ
| 出演日         | タイトル                                                        | 会場                                     |
| -------------- | --------------------------------------------------------------- | ---------------------------------------- |
| 2024年3月23日  | みゅじろくライブ！SOUND & SMILE Vol.1 powered by Rakuten Ticket | TOKYO FMホール（東京都）                 |
| 2024年9月13日  | SMA 50th Anniversary presents 「Precious Your Shining ～豆～」  | Spotify O-East（東京都）                 |
| 2024年12月15日 | 京 Premium Live 2024                                            | ロームシアター京都メインホール（京都府） |

### 単独イベント
| 出演日         | タイトル                                                 | 会場                             |
| -------------- | -------------------------------------------------------- | -------------------------------- |
| 2022年7月1日   | ペイトン尚未バースデーイベント2022「浪漫てぃっくな魔法」 | クラブeX（東京都）               |
| 2022年10月23日 | ペヰトン浪漫 会員限定イベント『浪漫派みーてぃんぐ』      | 神田スクエアホール（東京都）     |
| 2023年7月26日  | Naomi Payton 20th Anniversary Princess                   | 豊洲PIT（東京都）                |
| 2023年11月3日  | 2nd Singleリリース記念イベント『Nemesis』                | EX THEATER ROPPONGI（東京都）    |
| 2024年6月29日  | ペイトン尚未バースデーパーティー2024『ミラクル』         | NEW PIER HALL（東京都）          |
| 2025年7月12日  | ペイトン尚未 バースデーパーティー2025 花束               | ヒューリックホール東京（東京都） |

### その他
| 出演日         | タイトル                 | 会場               | 備考   |
| -------------- | ------------------------ | ------------------ | ------ |
| 2022年12月26日 | ロリータコレクション2022 | 鳩山会館（東京都） | 撮影会 |